# Pierre Daniel Chantepie de la Saussaye
Pierre Daniel Chantepie de la Saussaye (født 9 april 1848 i Leeuwarden, død 20 april 1920 i De Bilt) var en nederlandsk teolog og religionhistoriker.
I 1878 blev Chantepie de la Saussaye professor i religionshistorie i Amsterdam, og 1899 forflyttedes han til Universitetet i Leyden. Han var en af sin samtids betydeligste religionshistorikere, og han har skrevet en række værker, af hvilke de mest kendte er hans Lehrbuch der Religionsgeschichte (1. udgave 1887-89, 3. udgave, der er skrevet med bistand af en række fagmænd, 1905). Det var den første udførlige håndbog over hele religionshistorien. Som teolog søgte Chantepie de la Saussaye at forene den frie historiske forskning med positiv kristendom. Chantepie de la Saussaye virkede også som prædikant og som litteraturhistorisk forfatter.